# 齊藤万比古
齊藤 万比古（さいとう かずひこ、1948年 - ）は、日本の医師・医学者。専門は、児童思春期の精神医学。

## 略歴
長野県諏訪郡下諏訪町出身。長野県諏訪清陵高等学校を経て、1975年千葉大学医学部卒業。1999年国立精神・神経センター（現・国立国際医療研究センター）国府台病院審理・指導部長。2003年国立精神・神経センター精神保健研究所児童思春期精神保健部長。国立国際医療研究センター国府台病院精神科部門診療部長。恩賜財団母子愛育会 総合母子保健センター愛育病院小児精神保健科部長。恩賜財団母子愛育会 愛育研究所 児童福祉・精神保健研究部部長・愛育相談所所長。国立国際医療センター国府台病院第二病棟部長。厚生労働省科学研究「思春期のひきこもりをもたらす精神科疾患の実態把握と精神医学的治療・援助システムの構築に関する研究」主任研究者等を務める。2010年日本児童青年精神医学会理事長。

## 著書

### 共著
- 『不登校と適応障害』 生地新 共著 思春期青年期ケース研究編集委員会 1996年
- 『精神医学キーワード事典』松下正明総編集 伊豫雅臣、内山真、内海健、笠井清登、加藤敏、神庭重信、佐野輝、藤山直樹 共編 中山書店 2011年

### 翻訳
- ジェリー・ウィーナー, ミナ・ダルカン編著『児童青年精神医学大事典』 生地新 総監訳 市川宏伸、飯田順三、十一元三、西村良二、本城秀次 共監訳 西村書店 2012年